# Bundestagswahlkreis Stadt Osnabrück
Der Bundestagswahlkreis Stadt Osnabrück (Wahlkreis 39) liegt in Niedersachsen und umfasst die kreisfreie Stadt Osnabrück sowie die Gemeinden Belm, Georgsmarienhütte, Hagen, Hasbergen und Wallenhorst aus dem Landkreis Osnabrück. Der Wahlkreis ist seit der Bundestagswahl 1980 so abgegrenzt; vorher gehörte neben der Stadt Osnabrück der gesamte Altkreis Osnabrück zum Wahlkreis.

## Wahlkreisgeschichte
| Wahl      | Wahlkreisname                | Gebiet |
| --------- | ---------------------------- | --- |
| 1949      | 6 Osnabrück-Stadt und -Land  | Stadt Osnabrück und der Altkreis Osnabrück mit den heutigen Gemeinden Belm, Georgsmarienhütte, Hagen, Hasbergen, Wallenhorst, Bad Iburg, Bad Laer, Bad Rothenfelde, Bissendorf, Dissen, Glandorf und Hilter |
| 1953–1961 | 28 Osnabrück-Stadt und -Land | Stadt Osnabrück und der Altkreis Osnabrück mit den heutigen Gemeinden Belm, Georgsmarienhütte, Hagen, Hasbergen, Wallenhorst, Bad Iburg, Bad Laer, Bad Rothenfelde, Bissendorf, Dissen, Glandorf und Hilter |
| 1965–1976 | 33 Osnabrück                 | Stadt Osnabrück und der Altkreis Osnabrück mit den heutigen Gemeinden Belm, Georgsmarienhütte, Hagen, Hasbergen, Wallenhorst, Bad Iburg, Bad Laer, Bad Rothenfelde, Bissendorf, Dissen, Glandorf und Hilter |
| 1980–1983 | 33 Osnabrück                 | Stadt Osnabrück und vom Landkreis Osnabrück die Gemeinden Belm, Georgsmarienhütte, Hagen, Hasbergen und Wallenhorst                                                                                         |
| 1987–1998 | 33 Stadt Osnabrück           | Stadt Osnabrück und vom Landkreis Osnabrück die Gemeinden Belm, Georgsmarienhütte, Hagen, Hasbergen und Wallenhorst                                                                                         |
| 2002–2005 | 39 Stadt Osnabrück           | Stadt Osnabrück und vom Landkreis Osnabrück die Gemeinden Belm, Georgsmarienhütte, Hagen, Hasbergen und Wallenhorst                                                                                         |
| 2009      | 40 Stadt Osnabrück           | Stadt Osnabrück und vom Landkreis Osnabrück die Gemeinden Belm, Georgsmarienhütte, Hagen, Hasbergen und Wallenhorst                                                                                         |
| 2013      | 39 Stadt Osnabrück           | Stadt Osnabrück und vom Landkreis Osnabrück die Gemeinden Belm, Georgsmarienhütte, Hagen, Hasbergen und Wallenhorst                                                                                         |

## Wahlkreisabgeordnete
| Wahl | Abgeordneter | Abgeordneter        | Partei | Stimmen in % |
| ---- | ------------ | ------------------- | ------ | ------------ |
| 1949 |              | Anton Storch        | CDU    | 35,4         |
| 1953 | 52,1         | Anton Storch        | CDU    |              |
| 1957 | 52,3         | Anton Storch        | CDU    |              |
| 1961 | 47,1         | Anton Storch        | CDU    |              |
| 1965 |              | Ferdinand Erpenbeck | CDU    | 50,0         |
| 1969 | 49,0         | Ferdinand Erpenbeck | CDU    |              |
| 1972 |              | Alfred Emmerlich    | SPD    | 48,7         |
| 1976 |              | Karl-Heinz Hornhues | CDU    | 48,8         |
| 1980 |              | Alfred Emmerlich    | SPD    | 49,4         |
| 1983 |              | Karl-Heinz Hornhues | CDU    | 51,0         |
| 1987 | 45,8         | Karl-Heinz Hornhues | CDU    |              |
| 1990 | 47,4         | Karl-Heinz Hornhues | CDU    |              |
| 1994 | 46,8         | Karl-Heinz Hornhues | CDU    |              |
| 1998 |              | Ernst Schwanhold    | SPD    | 47,8         |
| 2002 |              | Martin Schwanholz   | SPD    | 45,7         |
| 2005 | 44,1         | Martin Schwanholz   | SPD    |              |
| 2009 |              | Mathias Middelberg  | CDU    | 38,4         |
| 2013 | 45,7         | Mathias Middelberg  | CDU    |              |
| 2017 | 40,3         | Mathias Middelberg  | CDU    |              |
| 2021 |              | Manuel Gava         | SPD    | 30,3         |
| 2025 |              | Mathias Middelberg  | CDU    | 29,7         |

## Wahlergebnisse

### Bundestagswahl 2025
| Kandidaten                                            | Kandidaten                      | Parteien/Listen     | Erststimmen | Erststimmen | Zweitstimmen | Zweitstimmen |
| Kandidaten                                            | Kandidaten                      | Parteien/Listen     | Stimmen     | %           | Stimmen      | %            |
| ----------------------------------------------------- | ------------------------------- | ------------------- | ----------- | ----------- | ------------ | ------------ |
|                                                       | Thomas Vaupel                   | SPD                 | 45.260      | 28,2        | 39.356       | 24,5         |
|                                                       | Mathias Middelberggewählt im WK | CDU                 | 47.728      | 29,7        | 42.265       | 26,3         |
|                                                       | Luca Wirkus                     | GRÜNE               | 21.953      | 13,7        | 25.670       | 16,0         |
|                                                       | Daniel Jutzi                    | FDP                 | 4.178       | 2,6         | 6.650        | 4,1          |
|                                                       | Florian Meyer                   | AfD                 | 18.264      | 11,4        | 18.544       | 11,5         |
|                                                       | Heidi Reichinnek                | DIE LINKE           | 18.862      | 11,8        | 17.804       | 11,1         |
|                                                       | —                               | Tierschutzpartei    | –           | –           | 1.325        | 0,8          |
|                                                       | —                               | dieBasis            | –           | –           | 426          | 0,3          |
|                                                       | —                               | Die PARTEI          | –           | –           | 693          | 0,4          |
|                                                       | Andreas Möller                  | FREIE WÄHLER        | 1.841       | 1,1         | 846          | 0,5          |
|                                                       | —                               | PIRATEN             | –           | –           | 223          | 0,1          |
|                                                       | Dorothe Stahljans               | Volt                | 1.962       | 1,2         | 1.259        | 0,8          |
|                                                       | —                               | PdH                 | –           | –           | 108          | 0,1          |
|                                                       | —                               | MLPD                | –           | –           | 51           | 0,0          |
|                                                       | —                               | Bündnis Deutschland | –           | –           | 141          | 0,1          |
|                                                       | —                               | BSW                 | –           | –           | 5.511        | 3,4          |
|                                                       | Tim Knauer                      | Einzelbewerber      | 468         | 0,3         | –            | –            |
| Gesamt                                                | Gesamt                          | Gesamt              | 160.516     | 100         | 160.872      | 100          |
|                                                       |                                 |                     |             |             |              |              |
| Ungültige Stimmen                                     | Ungültige Stimmen               | Ungültige Stimmen   | 1.020       | 0,6         | 664          | 0,4          |
| Wähler                                                | Wähler                          | Wähler              | 161.536     | 84,0        | 161.536      | 84,0         |
| Wahlberechtigte                                       | Wahlberechtigte                 | Wahlberechtigte     | 192.267     |             | 192.267      |              |
|                                                       |                                 |                     |             |             |              |              |
| Quellen: Die Bundeswahlleiterin, Kandidaten – Stimmen |                                 |                     |             |             |              |              |

### Bundestagswahl 2021
| Kandidaten                                            | Kandidaten               | Parteien/Listen   | Erststimmen | Erststimmen | Zweitstimmen | Zweitstimmen |
| Kandidaten                                            | Kandidaten               | Parteien/Listen   | Stimmen     | %           | Stimmen      | %            |
| ----------------------------------------------------- | ------------------------ | ----------------- | ----------- | ----------- | ------------ | ------------ |
|                                                       | Mathias Middelberg       | CDU               | 43.316      | 29,2        | 34.462       | 23,2         |
|                                                       | Manuel Gavagewählt im WK | SPD               | 44.876      | 30,3        | 44.919       | 30,2         |
|                                                       | Nemir Ali                | FDP               | 10.090      | 6,8         | 14.627       | 9,8          |
|                                                       | Florian Meyer            | AfD               | 6.695       | 4,5         | 6.903        | 4,6          |
|                                                       | Thomas Klein             | GRÜNE             | 34.140      | 23,0        | 34.546       | 23,3         |
|                                                       | Heidi Reichinnek         | DIE LINKE         | 6.977       | 4,7         | 6.224        | 4,2          |
|                                                       | -                        | Die PARTEI        | –           | –           | 1.341        | 0,9          |
|                                                       | -                        | Tierschutzpartei  | –           | –           | 1.284        | 0,9          |
|                                                       | -                        | FREIE WÄHLER      | –           | –           | 543          | 0,4          |
|                                                       | -                        | PIRATEN           | –           | –           | 437          | 0,3          |
|                                                       | –                        | NPD               | –           | –           | 80           | 0,1          |
|                                                       | –                        | V-Partei³         | –           | –           | 76           | 0,1          |
|                                                       | –                        | ÖDP               | –           | –           | 125          | 0,1          |
|                                                       | -                        | MLPD              | –           | –           | 11           | 0,0          |
|                                                       | Joachim Bigus            | DKP               | 194         | 0,1         | 52           | 0,0          |
|                                                       | Maria Haunhorst          | dieBasis          | 1.918       | 1,3         | 1.482        | 1,0          |
|                                                       | –                        | du.               | –           | –           | 79           | 0,1          |
|                                                       | –                        | LKR               | –           | –           | 25           | 0,0          |
|                                                       | -                        | Die Humanisten    | –           | –           | 153          | 0,1          |
|                                                       | –                        | Team Todenhöfer   | –           | –           | 598          | 0,4          |
|                                                       | –                        | Volt              | –           | –           | 543          | 0,4          |
| Gesamt                                                | Gesamt                   | Gesamt            | 148.206     | 100         | 148.510      | 100          |
|                                                       |                          |                   |             |             |              |              |
| Ungültige Stimmen                                     | Ungültige Stimmen        | Ungültige Stimmen | 1.335       | 0,9         | 1.031        | 0,7          |
| Wähler                                                | Wähler                   | Wähler            | 149.541     | 76,5        | 149.541      | 76,5         |
| Wahlberechtigte                                       | Wahlberechtigte          | Wahlberechtigte   | 195.467     |             | 195.467      |              |
|                                                       |                          |                   |             |             |              |              |
| Quellen: Die Bundeswahlleiterin, Kandidaten – Stimmen |                          |                   |             |             |              |              |

Das Direktmandat ging damit an Manuel Gava (SPD). Er löste damit Mathias Middelberg (CDU) als direktgewählter Abgeordneter ab. Auch bei den Zweitstimmen siegte die SPD.

### Bundestagswahl 2017
| Kandidaten                                            | Kandidaten                      | Parteien/Listen   | Erststimmen | Erststimmen | Zweitstimmen | Zweitstimmen |
| Kandidaten                                            | Kandidaten                      | Parteien/Listen   | Stimmen     | %           | Stimmen      | %            |
| ----------------------------------------------------- | ------------------------------- | ----------------- | ----------- | ----------- | ------------ | ------------ |
|                                                       | Mathias Middelberggewählt im WK | CDU               | 60.185      | 40,3        | 53.977       | 35,7         |
|                                                       | Antje Schulte-Schoh             | SPD               | 47.279      | 31,6        | 37.336       | 24,7         |
|                                                       | Günther Westermann              | GRÜNE             | 15.108      | 10,1        | 18.353       | 12,1         |
|                                                       | Giesela Brandes-Steggewentz     | DIE LINKE         | 12.521      | 8,4         | 12.759       | 8,4          |
|                                                       | Thomas Thiele                   | FDP               | 13.353      | 8,9         | 14.309       | 9,5          |
|                                                       | –                               | AfD               | –           | –           | 9.499        | 6,3          |
|                                                       | –                               | PIRATEN           | –           | –           | 702          | 0,5          |
|                                                       | –                               | NPD               | –           | –           | 211          | 0,1          |
|                                                       | –                               | Tierschutzpartei  | –           | –           | 933          | 0,6          |
|                                                       | –                               | FREIE WÄHLER      | –           | –           | 344          | 0,2          |
|                                                       | –                               | MLPD              | –           | –           | 28           | 0,0          |
|                                                       | –                               | BGE               | –           | –           | 402          | 0,3          |
|                                                       | –                               | DiB               | –           | –           | 264          | 0,2          |
|                                                       | Joachim Bigus                   | DKP               | 962         | 0,6         | 77           | 0,1          |
|                                                       | –                               | DM                | –           | –           | 232          | 0,2          |
|                                                       | –                               | ÖDP               | –           | –           | 173          | 0,1          |
|                                                       | –                               | Die PARTEI        | –           | –           | 1.361        | 0,9          |
|                                                       | –                               | V-Partei³         | –           | –           | 209          | 0,1          |
| Gesamt                                                | Gesamt                          | Gesamt            | 149.408     | 100         | 151.169      | 100          |
|                                                       |                                 |                   |             |             |              |              |
| Ungültige Stimmen                                     | Ungültige Stimmen               | Ungültige Stimmen | 2.699       | 1,8         | 938          | 0,6          |
| Wähler                                                | Wähler                          | Wähler            | 152.107     | 77,3        | 152.107      | 77,3         |
| Wahlberechtigte                                       | Wahlberechtigte                 | Wahlberechtigte   | 196.720     |             | 196.720      |              |
|                                                       |                                 |                   |             |             |              |              |
| Quellen: Die Bundeswahlleiterin, Kandidaten – Stimmen |                                 |                   |             |             |              |              |

### Bundestagswahl 2013
| Kandidaten                               | Kandidaten                      | Parteien/Listen   | Erststimmen | Erststimmen | Zweitstimmen | Zweitstimmen |
| Kandidaten                               | Kandidaten                      | Parteien/Listen   | Stimmen     | %           | Stimmen      | %            |
| ---------------------------------------- | ------------------------------- | ----------------- | ----------- | ----------- | ------------ | ------------ |
|                                          | Mathias Middelberggewählt im WK | CDU               | 64.416      | 45,7        | 60.754       | 43,0         |
|                                          | Martin Schwanholz               | SPD               | 49.059      | 34,8        | 43.099       | 30,5         |
|                                          | Thomas Thiele                   | FDP               | 3.934       | 2,8         | 5.874        | 4,2          |
|                                          | Dorothea Steiner                | GRÜNE             | 12.568      | 8,9         | 15.390       | 10,9         |
|                                          | Derk-Olaf Steggewentz           | DIE LINKE         | 5.840       | 4,1         | 7.188        | 5,1          |
|                                          | Kerstin Demuth                  | PIRATEN           | 3.102       | 2,2         | 2.794        | 2,0          |
|                                          | Helmut Walter                   | NPD               | 884         | 0,6         | 652          | 0,5          |
|                                          | –                               | Tierschutzpartei  | –           | –           | 815          | 0,6          |
|                                          | –                               | MLPD              | –           | –           | 33           | 0,0          |
|                                          | –                               | AfD               | –           | –           | 3.765        | 2,7          |
|                                          | –                               | pro Deutschland   | –           | –           | 88           | 0,1          |
|                                          | –                               | REP               | –           | –           | 49           | 0,0          |
|                                          | Robert Kiauka                   | FREIE WÄHLER      | 828         | 0,6         | 472          | 0,3          |
|                                          | Ralf Gervelmeyer                | PBC               | 290         | 0,2         | 226          | 0,2          |
| Gesamt                                   | Gesamt                          | Gesamt            | 140.921     | 100         | 141.199      | 100          |
|                                          |                                 |                   |             |             |              |              |
| Ungültige Stimmen                        | Ungültige Stimmen               | Ungültige Stimmen | 1.919       | 1,3         | 1.641        | 1,1          |
| Wähler                                   | Wähler                          | Wähler            | 142.840     | 73,5        | 142.840      | 73,5         |
| Wahlberechtigte                          | Wahlberechtigte                 | Wahlberechtigte   | 194.231     |             | 194.231      |              |
|                                          |                                 |                   |             |             |              |              |
| Quellen: Die Bundeswahlleiterin, Stimmen |                                 |                   |             |             |              |              |

### Bundestagswahl 2009
| Kandidaten                                          | Kandidaten                      | Parteien/Listen      | Erststimmen | Erststimmen | Zweitstimmen | Zweitstimmen |
| Kandidaten                                          | Kandidaten                      | Parteien/Listen      | Stimmen     | %           | Stimmen      | %            |
| --------------------------------------------------- | ------------------------------- | -------------------- | ----------- | ----------- | ------------ | ------------ |
|                                                     | Martin Schwanholz               | SPD                  | 46.979      | 33,1        | 38.000       | 26,7         |
|                                                     | Mathias Middelberggewählt im WK | CDU                  | 54.522      | 38,4        | 48.398       | 34,0         |
|                                                     | Carl-Ludwig Thiele              | FDP                  | 14.823      | 10,4        | 19.941       | 14,0         |
|                                                     | Dorothea Steiner                | GRÜNE                | 14.282      | 10,0        | 18.463       | 13,0         |
|                                                     | Maren Kaminski                  | Die Linke            | 9.918       | 7,0         | 11.878       | 8,3          |
|                                                     | Jochim Schnell                  | NPD                  | 945         | 0,7         | 848          | 0,6          |
|                                                     | –                               | Die Tierschutzpartei | –           | –           | 880          | 0,6          |
|                                                     | –                               | MLPD                 | –           | –           | 18           | 0,0          |
|                                                     | –                               | DVU                  | –           | –           | 88           | 0,1          |
|                                                     | –                               | ödp                  | –           | –           | 216          | 0,2          |
|                                                     | –                               | PIRATEN              | –           | –           | 3.168        | 2,2          |
|                                                     | –                               | RRP                  | –           | –           | 443          | 0,3          |
|                                                     | Volker Stöckel                  | Einzelbewerber       | 658         | 0,5         | –            | –            |
| Gesamt                                              | Gesamt                          | Gesamt               | 142.127     | 100         | 142.341      | 100          |
|                                                     |                                 |                      |             |             |              |              |
| Ungültige Stimmen                                   | Ungültige Stimmen               | Ungültige Stimmen    | 1.584       | 1,1         | 1.370        | 1,0          |
| Wähler                                              | Wähler                          | Wähler               | 143.711     | 74,7        | 143.711      | 74,7         |
| Wahlberechtigte                                     | Wahlberechtigte                 | Wahlberechtigte      | 192.473     |             | 192.473      |              |
|                                                     |                                 |                      |             |             |              |              |
| Quellen: Der Bundeswahlleiter, Kandidaten – Stimmen |                                 |                      |             |             |              |              |

### Bundestagswahl 2005
| Kandidaten                                          | Kandidaten                     | Parteien/Listen      | Erststimmen | Erststimmen | Zweitstimmen | Zweitstimmen |
| Kandidaten                                          | Kandidaten                     | Parteien/Listen      | Stimmen     | %           | Stimmen      | %            |
| --------------------------------------------------- | ------------------------------ | -------------------- | ----------- | ----------- | ------------ | ------------ |
|                                                     | Martin Schwanholzgewählt im WK | SPD                  | 67.136      | 44,1        | 60.941       | 40,0         |
|                                                     | Mathias Middelberg             | CDU                  | 61.467      | 40,4        | 54.431       | 35,7         |
|                                                     | Dieter Reinhardt               | GRÜNE                | 9.528       | 6,3         | 14.734       | 9,7          |
|                                                     | Carl-Ludwig Thiele             | FDP                  | 8.038       | 5,3         | 14.015       | 9,2          |
|                                                     | Marianne König                 | Die Linke.           | 4.801       | 3,2         | 5.615        | 3,7          |
|                                                     | –                              | Die Tierschutzpartei | –           | –           | 605          | 0,4          |
|                                                     | Christian Heising              | NPD                  | 1.120       | 0,7         | 1.056        | 0,7          |
|                                                     | –                              | PBC                  | –           | –           | 286          | 0,2          |
|                                                     | –                              | GRAUE                | –           | –           | 431          | 0,3          |
|                                                     | –                              | BüSo                 | –           | –           | 47           | 0,0          |
|                                                     | –                              | MLPD                 | –           | –           | 61           | 0,0          |
|                                                     | –                              | Pro DM               | –           | –           | 85           | 0,1          |
| Gesamt                                              | Gesamt                         | Gesamt               | 152.090     | 100         | 152.307      | 100          |
|                                                     |                                |                      |             |             |              |              |
| Ungültige Stimmen                                   | Ungültige Stimmen              | Ungültige Stimmen    | 1.865       | 1,2         | 1.648        | 1,1          |
| Wähler                                              | Wähler                         | Wähler               | 153.955     | 80,3        | 153.955      | 80,3         |
| Wahlberechtigte                                     | Wahlberechtigte                | Wahlberechtigte      | 191.774     |             | 191.774      |              |
|                                                     |                                |                      |             |             |              |              |
| Quellen: Der Bundeswahlleiter, Kandidaten – Stimmen |                                |                      |             |             |              |              |

### Bundestagswahl 2002
| Kandidaten                                          | Kandidaten                     | Parteien/Listen   | Erststimmen | Erststimmen | Zweitstimmen | Zweitstimmen |
| Kandidaten                                          | Kandidaten                     | Parteien/Listen   | Stimmen     | %           | Stimmen      | %            |
| --------------------------------------------------- | ------------------------------ | ----------------- | ----------- | ----------- | ------------ | ------------ |
|                                                     | Martin Schwanholzgewählt im WK | SPD               | 70.330      | 45,7        | 66.912       | 43,4         |
|                                                     | Burkhard Jasper                | CDU               | 59.658      | 38,8        | 56.591       | 36,7         |
|                                                     | Carl-Ludwig Thiele             | FDP               | 11.902      | 7,7         | 12.426       | 8,1          |
|                                                     | Michael Hagedorn               | GRÜNE             | 10.422      | 6,8         | 14.763       | 9,6          |
|                                                     | Nils Stickan                   | PDS               | 1.518       | 1,0         | 1.453        | 0,9          |
|                                                     | –                              | REP               | –           | –           | 203          | 0,1          |
|                                                     | –                              | Tierschutz        | –           | –           | 397          | 0,3          |
|                                                     | –                              | GRAUE             | –           | –           | 230          | 0,1          |
|                                                     | –                              | NPD               | –           | –           | 286          | 0,2          |
|                                                     | –                              | PBC               | –           | –           | 163          | 0,1          |
|                                                     | –                              | ödp               | –           | –           | 104          | 0,1          |
|                                                     | –                              | BüSo              | –           | –           | 21           | 0,0          |
|                                                     | –                              | Schill            | –           | –           | 531          | 0,3          |
|                                                     | Wilhelm Koppelmann             | DKP               | 99          | 0,1         | –            | –            |
| Gesamt                                              | Gesamt                         | Gesamt            | 153.929     | 100         | 154.080      | 100          |
|                                                     |                                |                   |             |             |              |              |
| Ungültige Stimmen                                   | Ungültige Stimmen              | Ungültige Stimmen | 1.818       | 1,2         | 1.667        | 1,1          |
| Wähler                                              | Wähler                         | Wähler            | 155.747     | 81,5        | 155.747      | 81,5         |
| Wahlberechtigte                                     | Wahlberechtigte                | Wahlberechtigte   | 191.030     |             | 191.030      |              |
|                                                     |                                |                   |             |             |              |              |
| Quellen: Der Bundeswahlleiter, Kandidaten – Stimmen |                                |                   |             |             |              |              |